# خفسة صغيرة
خفسة صغيرة قرية سوريّة تتبع إداريّاً لمحافظة حلب منطقة منبج ناحية خفسة، بلغ تعداد سكانها (602) نسمة حسب التعداد السكاني لعام 2004.